# Huelet Benner
Huelet Leo Benner, detto Joe (Paragould, 1º novembre 1917 – Tampa, 12 dicembre 1999), è stato un tiratore a segno statunitense.

## Palmarès

### Olimpiadi
- 1 medaglia:
  - 1 oro (Helsinki 1952 nella pistola 50 metri)